# Amphitrite attenuata
Amphitrite attenuata är en ringmaskart som beskrevs av Moore 1906. Amphitrite attenuata ingår i släktet Amphitrite och familjen Terebellidae. Inga underarter finns listade i Catalogue of Life.